# Cincar
Le mont Cincar est une montagne des Alpes dinariques située en Bosnie-Herzégovine. Il culmine à 2 006 mètres d'altitude au pic éponyme du Cincar.

## Géographie
Le Cincar est situé dans la partie occidentale de la Bosnie-Herzégovine, au nord-est de la ville de Livno, entre les poljés de Kupres et de Glamoč, et à la limite des municipalités de Livno et de Glamoč.
Outre le pic de Cincar, l'ensemble comprend les pics de Malovan (1 826 m), Osjecenica (1 798 m), Osin Glavica (1 720 m) et Voloder (1 640 m).

## Géologie
Le Cincar est principalement composé de calcaire et de dolomie du Jurassique et du Crétacé. Au nord, les pentes les plus élevées gardent les traces d'anciens glaciers, sous la forme de cirques et de moraines.

## Climat
Le Cincar possède un climat montagnard particulièrement rude. Un vent appelé bura y souffle parfois en tempête, ce qui explique en partie que les pentes sud-ouest de la montagne soient dépourvues d'arbres. La neige la recouvre de la mi-octobre à la mi-mai, ce qui fait du Cincar une destination pour les skieurs.